# Eugénie Dalton
Pour les articles homonymes, voir Dalton.
Eugénie D'Alton ou Dalton née Geneviève-Charlotte Simon, née à Paris le 7 septembre 1802 ou 1803 et morte le 9 février 1859 à Alger est une danseuse modèle et peintre élève et maîtresse d'Eugène Delacroix.
Son frère aîné François Simon (1800-1877) est un danseur étoile de l'Opéra de Paris de 1822 à 1842 et commanda plusieurs portraits à Delacroix.

## Biographie
Ancienne danseuse de renom, elle épouse en février 1824 à Paris Philip Tuite Dalton (1781-1853), un officier britannique d’origine irlandaise. Leur union est marquée par des tensions et des séparations fréquentes, qualifiant leur mariage d’« orageux ». Avant leur mariage, le couple avait déjà une fille, Charlotte Dalton, née à Dublin en 1819. Bien que vivant entre Paris et Londres, elle entretient des relations proches, parfois ambiguës, avec plusieurs figures majeures du milieu artistique de l’époque, parmi lesquelles le peintre Eugène Delacroix, Horace Vernet, Richard Parkes Bonington, et peut-être même le graveur Paul-Hippolyte Soulier. Ces liaisons et amitiés artistiques témoignent de son intégration dans les cercles culturels les plus influents du XIXe siècle.
À partir de 1823 sans doute, elle devient l'élève puis la maîtresse de Delacroix qui lui écrit des lettres enflammées, auxquelles elle répond par des lettres qu'elle conclut de la formule « la petite amie qui t'aime ». En 1831, Delacroix peint son portrait. En 1834, elle pose pour une des trois femmes d'Alger dans leur appartement.
Elle peint des paysages, natures mortes  dont Nature morte au gibier (Grand Trianon de Versailles) et des scènes animalières.

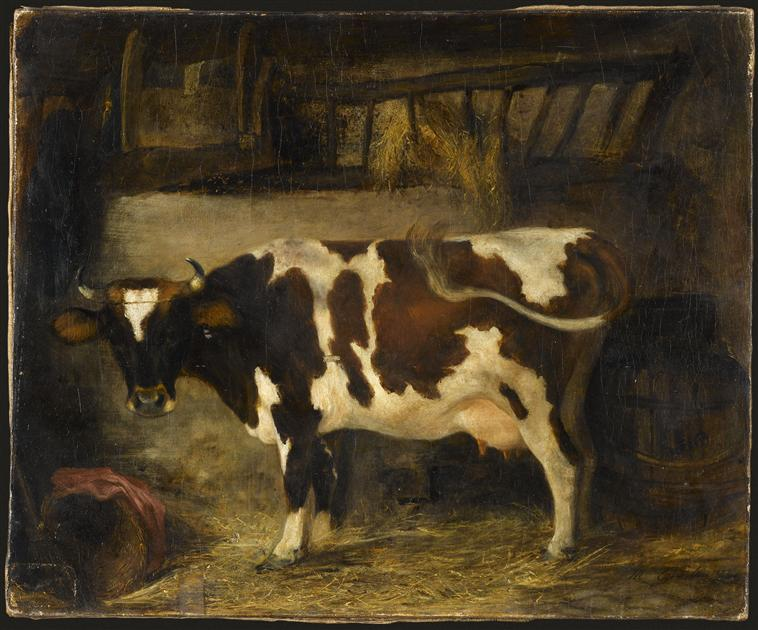
Vache à l'étable, 1832, Musée du Louvre, Paris

Elle expose à tous les salons au Salon de 1827 à 1840, des paysages « dans la manière anglaise » qui sont remarqués par le critique Delécluze. Le Louvre lui achète Vache dans une étable (1832) au Salon de 1833 où elle est primée avec une médaille de seconde classe. La Duchesse d'Orléans lui achète un Lévrier d'Afrique.

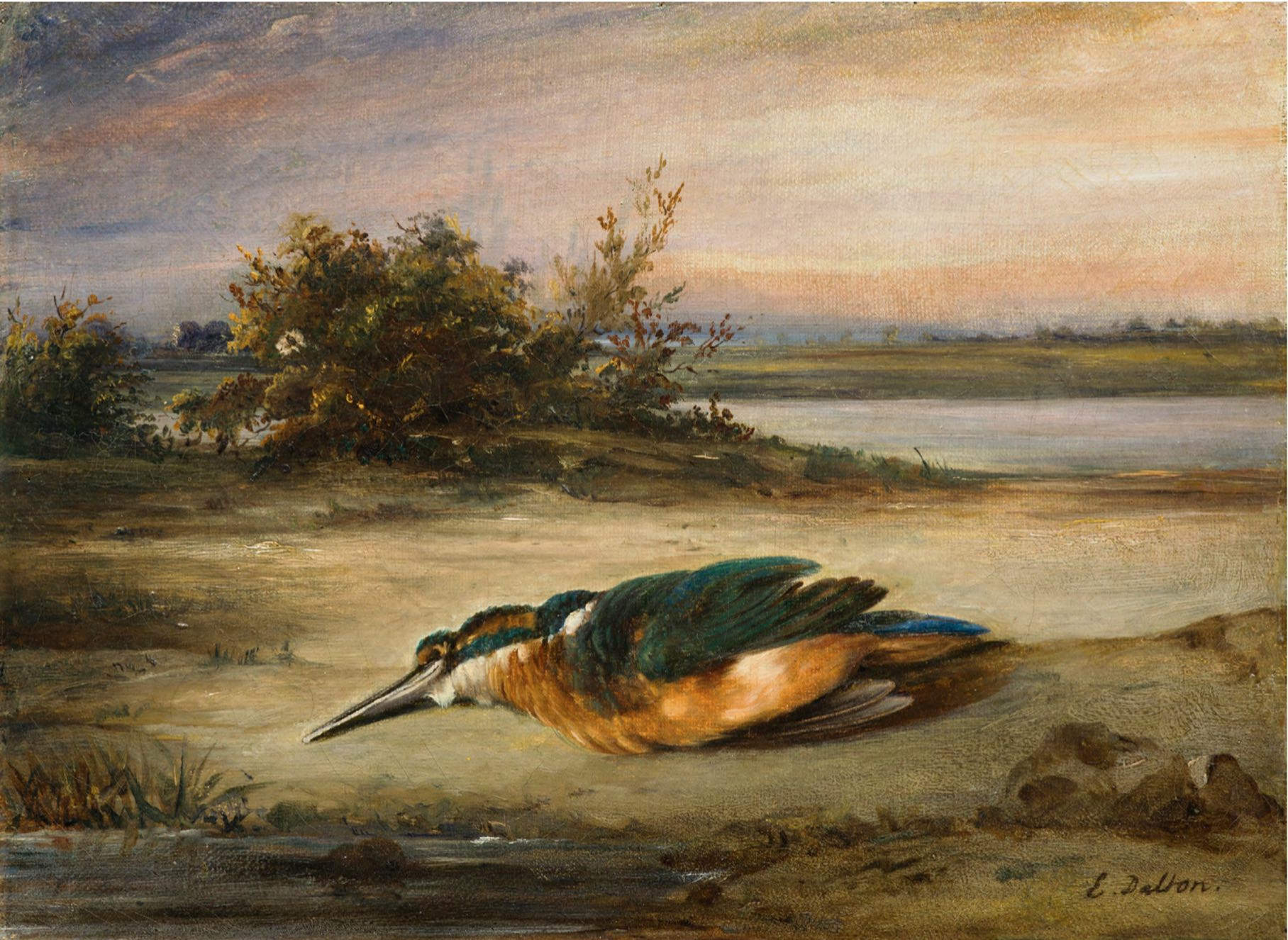
Un martin-pêcheur, vers 1834.

À partir de 1839, elle s'installe à Alger et fait de fréquents aller-retour entre Paris et Londres où son mari s'est installé en 1843. Après la mort de son mari, elle semble vivre à Alger avec sa collection de tableaux dont ceux de Delacroix. Elle meurt à Alger le 9 février 1859.
Sa collection est mise en vente en 1864.
Sa biographie oubliée pendant le XXe siècle est découverte, à travers le croisement des correspondances et des actes civils, par Michèle Hannoosh dans sa publication du Journal de Delacroix en 2009.